# Internetul obiectelor

Evoluția internetului obiectelor

Internetul obiectelor (în engleză Internet of Things, abreviat IoT) este un concept ce presupune folosirea Internetului pentru a conecta între ele diferite dispozitive, servicii și sisteme automate, formând astfel o rețea de obiecte.
Realizarea unor IoT-uri presupune echiparea dispozitivelor ce trebuie conectate cu aparatură de rețea, și cu electronică.

## Securitate
Companiile care produc dispozitive interconectabile exploatează tehnologii de dată recentă, neexplorate suficient, iar proiectele lor nu au avut întotdeauna în vedere aspectele de securitate. Probleme de securitate pun și utilizatorii, care nu schimbă parolele implicite cu care sunt livrate echipamentele sau le schimbă cu parole ușor de ghicit.
Problema fiind replicată și reprodusă la scară mare, se poate ajunge la crearea de botneturi, rețele de dispozitive căzute sub controlul celor care exploatează slăbiciunile de securitate, și care pot fi comandate în scopuri malițioase.
În deceniul anilor 2010, malware-ul Mirai a ajuns să preia controlul asupra multor dispozitive, exploatând faptul că multe camere IP sau dispozitive DVR expuneau pe Internet portul TCP 23; dispozitivele infectate au fost adunate în diferite botneturi care au stat la baza unor atacuri de tip DDOS, un caz notabil fiind atacul asupra blogului KrebsOnSecurity din septembrie 2016, când acest site a fost atacat cu un flux de 600Gb, dublu față de cel mai mare atac de până atunci. În 2017, un alt vierme software, denumit Hajime, invadase sute de mii de dispozitive, pe care le-a făcut imposibil de controlat de către alte malware-uri, blocând accesul la porturile pe care pătrund acestea din urmă. Deși viermele pare benign și pare chiar să protejeze dispozitivele de alte malware-uri, scopul cu care a fost dezvoltat Hajime nu este încă cunoscut.